# МАЗ-503
МАЗ-503 — советский крупнотоннажный грузовой автомобиль-самосвал, выпускавшийся на Минском автомобильном заводе.
Разрабатывался на базе бортового автомобиля МАЗ-500. Первый опытный образец МАЗ-503 был построен в 1958 году. Затем в течение некоторого времени самосвал проходил длительные испытания. В 1963 году началась опытно-промышленная сборка, с 1965 по 1970 годы серийное производство. Кузов МАЗ-503 был карьерного типа с низкими наклонными бортами для перевозки грунта и скальных пород. С 1970 по 1977 годы началось производство модернизированного самосвала МАЗ-503А.

## Модификации
- МАЗ-503А — модернизированный самосвал для перевозки грунта и скальных пород, получил унифицированный с МАЗ-503Б кузов.
- МАЗ-503Б — самосвал с высокими ровными бортами и открывающимся задним бортом.
- МАЗ-503В — опытный вариант МАЗ-503 с обогревом днища кузова выхлопными газами.
- МАЗ-503Г — опытный вариант МАЗ-503Б с обогревом днища кузова.
- МАЗ-503С — северный вариант, в серийное производство не пошёл.
- МАЗ-509Б — полноприводный. Опытный, в серийное производство не пошёл.
- МАЗ-510 — самосвал с одноместной кабиной построен в 1962 году, в серийное производство не пошёл.
- МАЗ-511+847 — самосвальный автопоезд с боковой разгрузкой. В серийное производство не пошёл.